# 埃丹 (加来海峡省)
埃丹（法語：Hesdin，法語發音：[edɛ̃]），法国北部城市，上法兰西大区加来海峡省的一个市镇，隶属于蒙特勒伊区，其市镇面积为0.93平方公里，是该省面积第二小的市镇，2022年1月1日时人口数量为2,225人，在法国城市中排名第4,937位。
埃丹位于加来海峡省西南部，康什河畔，是一个区域性的中心城市，泰努瓦斯河畔圣波勒—埃塔普勒铁路和多条公路在此交汇。

## 地名来源
“Hesdin”一名的来源尚存在争议，该名称可能出自凯尔特语单词“hellen”，意为“斜坡”；亦可能出自拉丁语人名“Helena”，后者对应现代法语人名“Hélène”。

## 历史

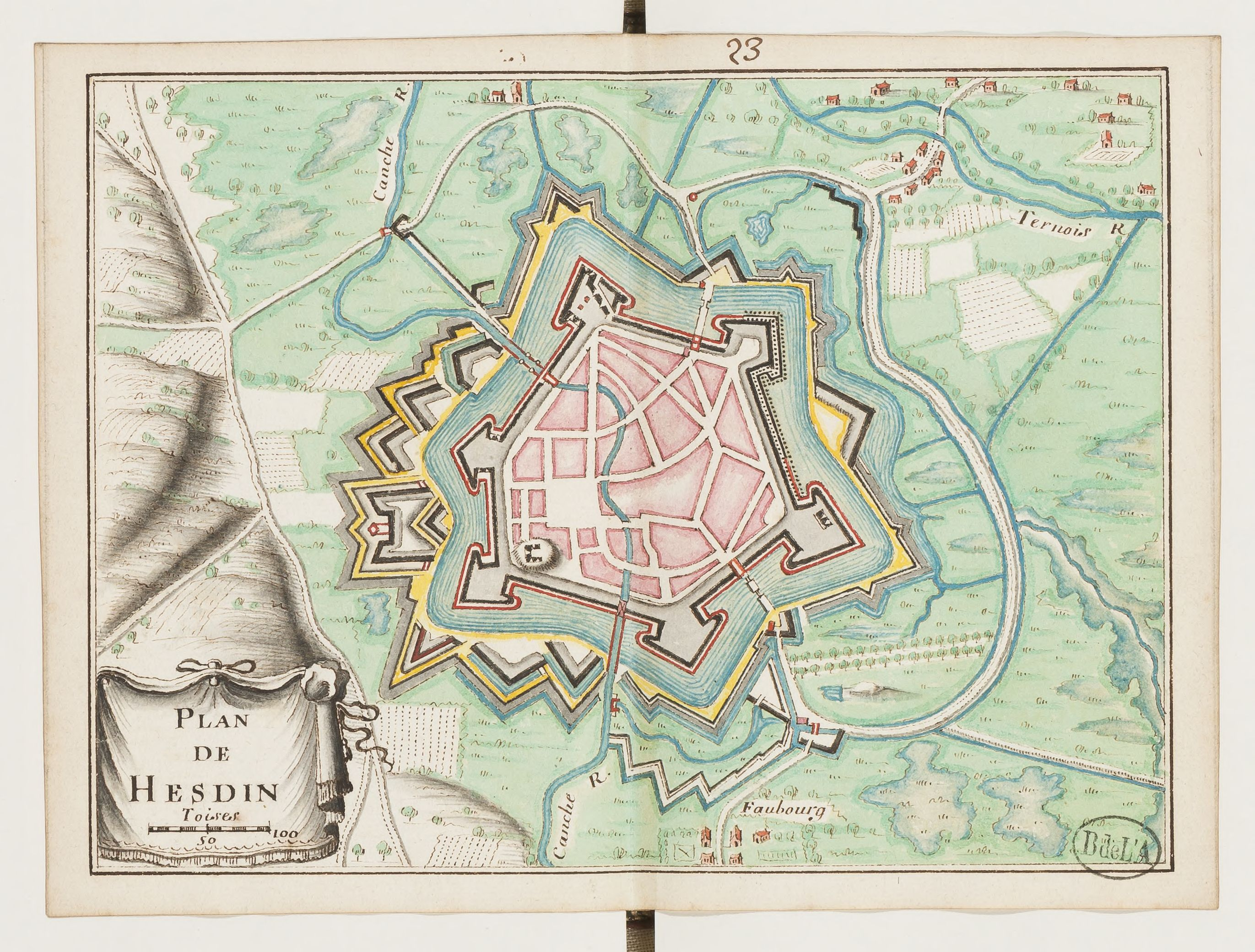
埃丹城堡地图

埃丹的城市起源与旧埃丹有关，后者始建于公元三世纪末。中世纪初，埃丹为泰鲁阿讷伯爵的一处领地，公元561年，布洛涅伯爵罗贝尔（Robert）获得埃丹，他成为了埃丹的首位有记载的领主。中世纪中期，旧埃丹成为佛兰德伯国的一部分，当地因造纸业而得到发展，并逐渐发展成为一处商业中心。彼时，为防御诺曼人军队，佛兰德伯爵于1067年在旧埃丹兴建了一处军事城堡。1249年，埃丹被划入阿图瓦伯国。英法百年战争期间，旧埃丹城堡曾遭到破坏。1553年，旧埃丹被神圣罗马帝国军队攻陷，在查理五世的要求下，旧埃丹城堡被完全拆毁。战争结束后，在阿图瓦女伯爵马蒂尔德的支持下，埃丹城堡得以异地重建，城堡内还兴建了钟楼。法国大革命后，埃丹和旧埃丹成为加来海峡省的两个独立市镇，其中埃丹的市镇范围与埃丹城堡外围重合。工业革命期间，途径埃丹的泰努瓦斯河畔圣波勒—埃塔普勒铁路建成通车。两次世界大战期间，埃丹均遭到不同程度的破坏。在2014年的市政选举中，年仅22岁的斯特凡纳·谢奇科夫斯基-萨米耶当选为埃丹市长，成为彼时法国年龄最小的市长。

## 地理

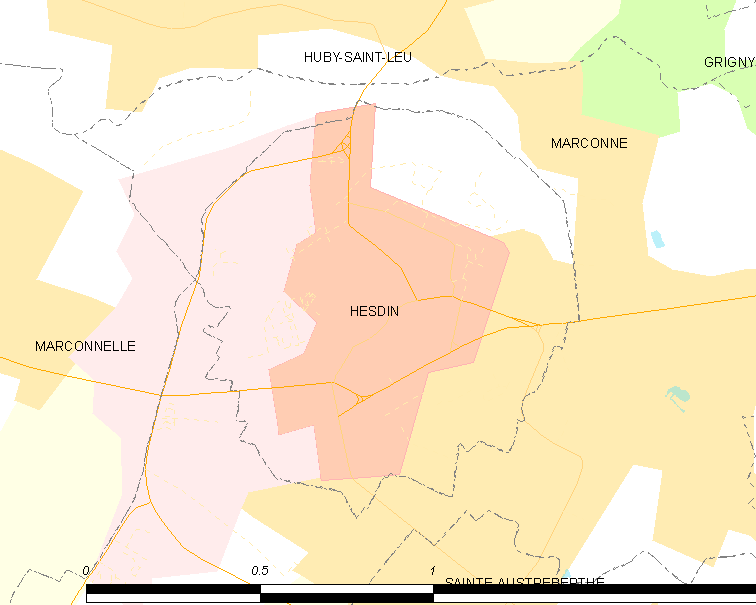
埃丹市镇范围地图

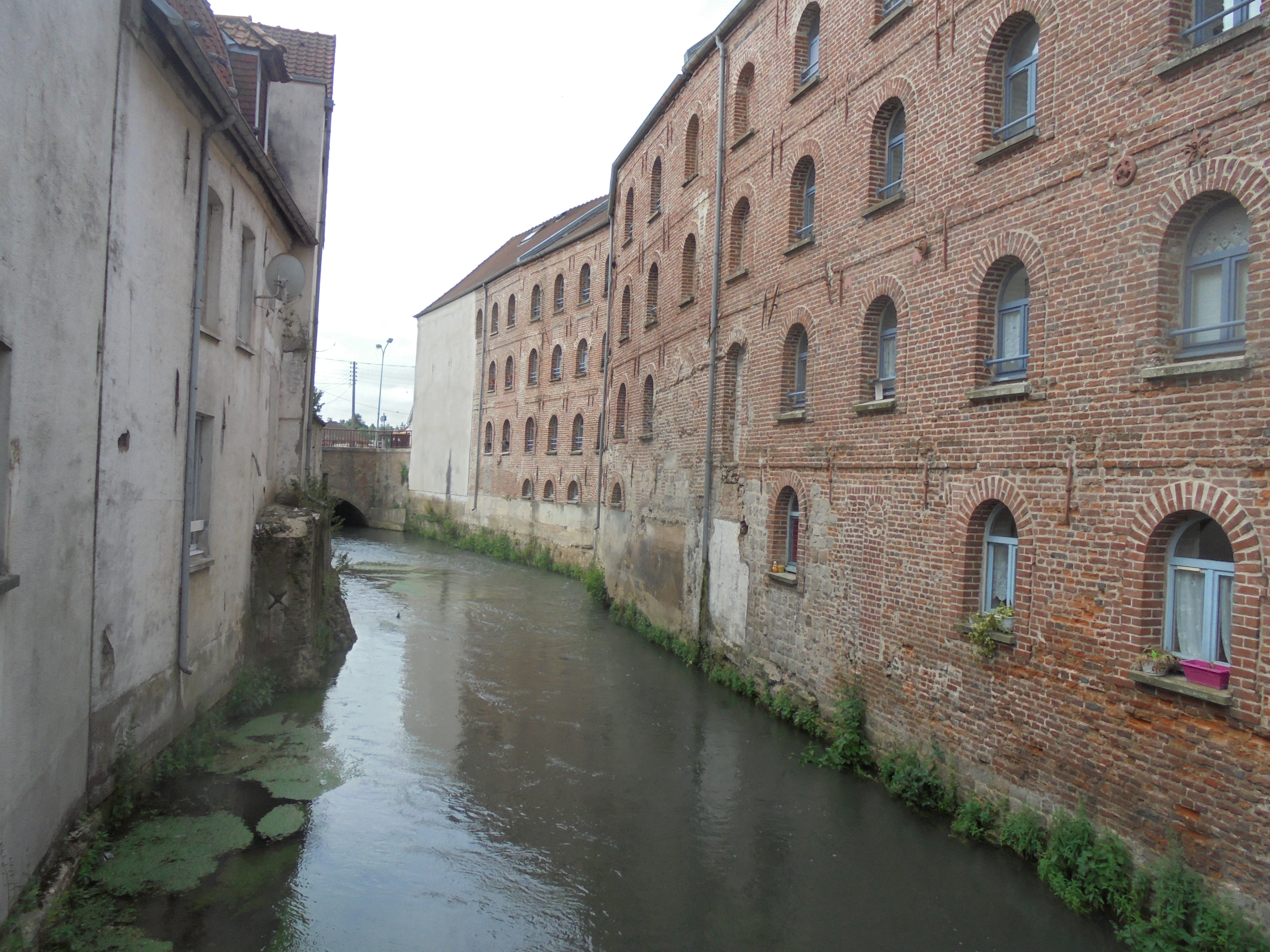
流经埃丹镇中心的康什河

埃丹位于法国北部，上法兰西大区西部和加来海峡省西南部，距离省会阿拉斯大约57公里。埃丹市镇四周被马尔科讷包围。

### 地形
埃丹位于皮卡第平原北部腹地，其附近区域被称为七河谷地区，埃丹境内以平原为主，市镇中心地势较为平坦，全境海拔在23到34米之间。

### 水文
康什河自东南向西北流经镇中心，该河独立注入加来海峡。

### 植被
埃丹属于温带阔叶混交林区，林地多分布于河流附近，戴高乐将军广场（Square de Général de Gaulle）是当地主要的城市绿地。
在鲜花城市的评比中，埃丹被评为2星级鲜花城市。

### 气候
埃丹在柯本气候分类法中属于温带海洋性气候（Cfb）。
距离埃丹最近的常年气象站位于拉丹冈境内，以下为该气象站的数据（其中日照数据取自勒图凯气象站）：
| 拉丹冈 1981年－2019年 | 拉丹冈 1981年－2019年 | 拉丹冈 1981年－2019年 | 拉丹冈 1981年－2019年 | 拉丹冈 1981年－2019年 | 拉丹冈 1981年－2019年 | 拉丹冈 1981年－2019年 | 拉丹冈 1981年－2019年 | 拉丹冈 1981年－2019年 | 拉丹冈 1981年－2019年 | 拉丹冈 1981年－2019年 | 拉丹冈 1981年－2019年 | 拉丹冈 1981年－2019年 | 拉丹冈 1981年－2019年 |
| 月份                  | 1月                   | 2月                   | 3月                   | 4月                   | 5月                   | 6月                   | 7月                   | 8月                   | 9月                   | 10月                  | 11月                  | 12月                  | 全年                  |
| --------------------- | --------------------- | --------------------- | --------------------- | --------------------- | --------------------- | --------------------- | --------------------- | --------------------- | --------------------- | --------------------- | --------------------- | --------------------- | --------------------- |
| 历史最高温 °C（°F）   | 14.1 (57.4)           | 17.7 (63.9)           | 21.7 (71.1)           | 25.5 (77.9)           | 30.2 (86.4)           | 32.8 (91.0)           | 35.6 (96.1)           | 36.7 (98.1)           | 31.7 (89.1)           | 28.1 (82.6)           | 20 (68)               | 15.1 (59.2)           | 36.7 (98.1)           |
| 平均高温 °C（°F）     | 6.2 (43.2)            | 7.3 (45.1)            | 10.2 (50.4)           | 13.2 (55.8)           | 16.9 (62.4)           | 19.4 (66.9)           | 21.9 (71.4)           | 22.3 (72.1)           | 18.8 (65.8)           | 14.5 (58.1)           | 9.6 (49.3)            | 6.1 (43.0)            | 13.9 (57.0)           |
| 日均气温 °C（°F）     | 3.9 (39.0)            | 4.5 (40.1)            | 6.9 (44.4)            | 9 (48)                | 12.4 (54.3)           | 14.9 (58.8)           | 17.3 (63.1)           | 17.6 (63.7)           | 14.7 (58.5)           | 11.2 (52.2)           | 7 (45)                | 3.8 (38.8)            | 10.3 (50.5)           |
| 平均低温 °C（°F）     | 1.5 (34.7)            | 1.7 (35.1)            | 3.5 (38.3)            | 4.7 (40.5)            | 7.9 (46.2)            | 10.5 (50.9)           | 12.7 (54.9)           | 13 (55)               | 10.6 (51.1)           | 7.9 (46.2)            | 4.4 (39.9)            | 1.4 (34.5)            | 6.7 (44.1)            |
| 历史最低温 °C（°F）   | −13.8 (7.2)           | −14.6 (5.7)           | −10 (14)              | −3.8 (25.2)           | −0.7 (30.7)           | 1.4 (34.5)            | 5.7 (42.3)            | 6.6 (43.9)            | 3 (37)                | −4.3 (24.3)           | −7.8 (18.0)           | −12.3 (9.9)           | −14.6 (5.7)           |
| 平均降水量 mm（）     | 96.1 (3.78)           | 87.9 (3.46)           | 70.3 (2.77)           | 64.5 (2.54)           | 68 (2.7)              | 71.9 (2.83)           | 73.1 (2.88)           | 75.3 (2.96)           | 81.1 (3.19)           | 110.6 (4.35)          | 121 (4.8)             | 121.6 (4.79)          | 1,041.4 (41.00)       |
| 月均日照時數          | 64.2                  | 77.6                  | 127.1                 | 179                   | 200.2                 | 213.9                 | 220.9                 | 201.1                 | 158                   | 113.3                 | 62.7                  | 51.7                  | 1,669.7               |
| 来源：infoclimat.fr   |                       |                       |                       |                       |                       |                       |                       |                       |                       |                       |                       |                       |                       |

## 行政区划
埃丹的市镇编号为62447，邮政编号为62140。
在行政管理方面，埃丹隶属于法国上法兰西大区加来海峡省蒙特勒伊区；在地方选举方面，埃丹隶属于欧克西堡县，其市镇范围全境被划入加来海峡省第四选区；在社会管理方面，埃丹是七河谷市镇公共社区的办公驻地。
截至2023年8月，埃丹市镇范围内的暂无任何城市敏感街区及城市政策优先街区。
法国国家统计与经济研究所（简称）在进行数据统计时，将埃丹及相邻的另外7个市镇设为埃丹城市核心区（Unité urbaine d'Hesdin）以及埃丹城市区（Aire urbaine d'Hesdin）。自2020年起，埃丹城市区被包含28个市镇的埃丹城市辐射区代替。此外，还将埃丹市镇整体看作一个“块区”（IRIS），以便于统计人口分布情况。

## 交通

### 公路
加来海峡省省道D110线、D113线、D340线、D349线和D928线在埃丹境内交汇。上法兰西大区下属的城际客运提供城际巴士或校车线路，可前往圣奥梅尔。
| 25 | 30 |

|  | 34 |

| 阿拉斯 | 56 |

| 圣波勒 | 23 |

| 阿布维尔 | 36 |

| 弗雷旺 | 24 |

| 圣奥梅尔 | 52 |

| 蒙特勒伊 | 29 |

2019年，50.3%的埃丹家庭拥有至少一辆私人汽车。2021年，埃丹境内共发生各类交通事故1起，造成1人重伤。

### 铁路

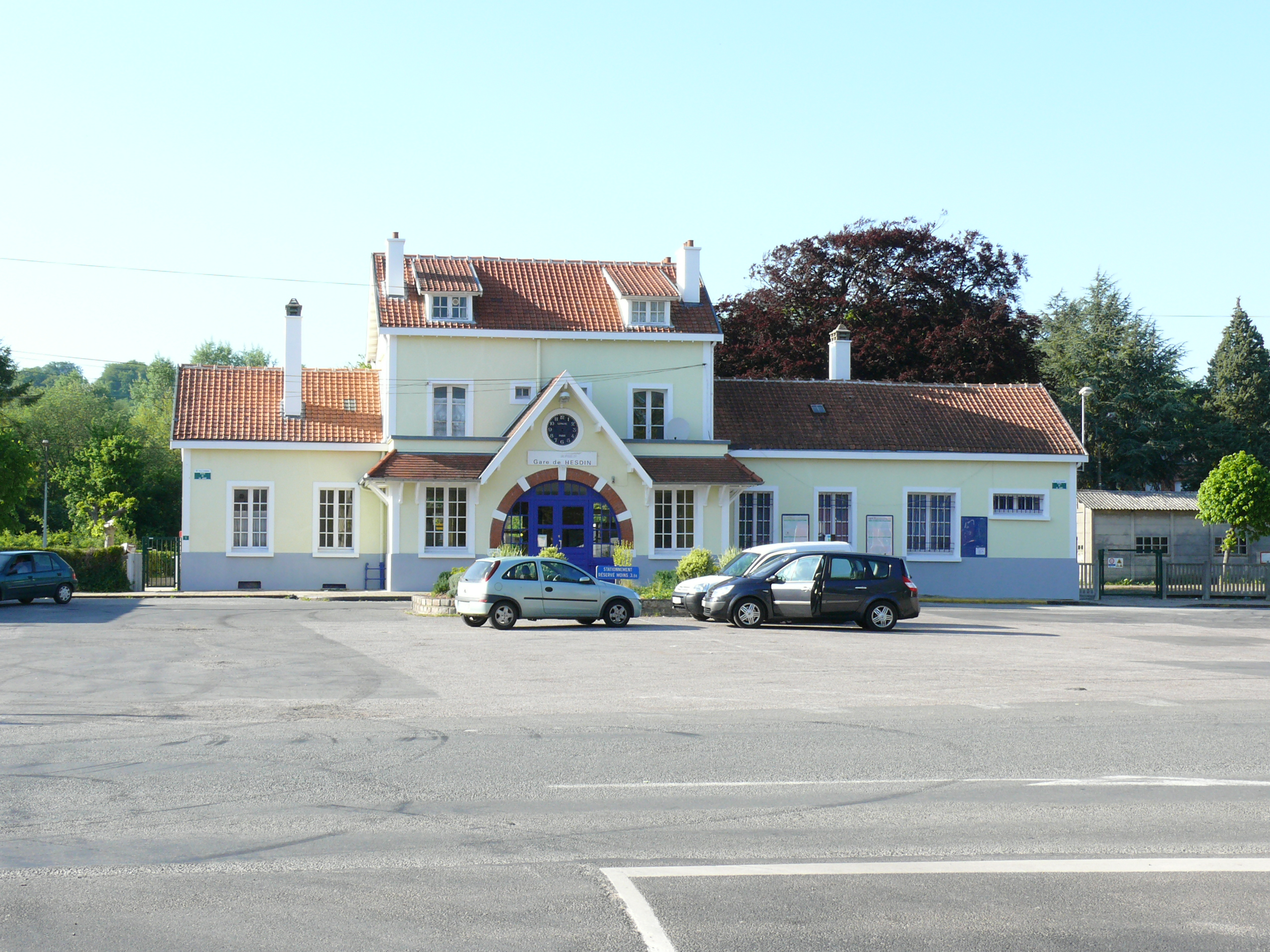
埃丹火车站

埃丹位于泰努瓦斯河畔圣波勒—埃塔普勒铁路上。埃丹站位于市区北部，该站停靠往返于阿拉斯和滨海布洛涅一线的区域列车。

### 航空
距离埃丹最近的民用航空站为101公里外的里尔机场。

### 城市公共交通
截至2023年8月，埃丹暂无城市公共交通系统。

## 政治

### 市政内阁

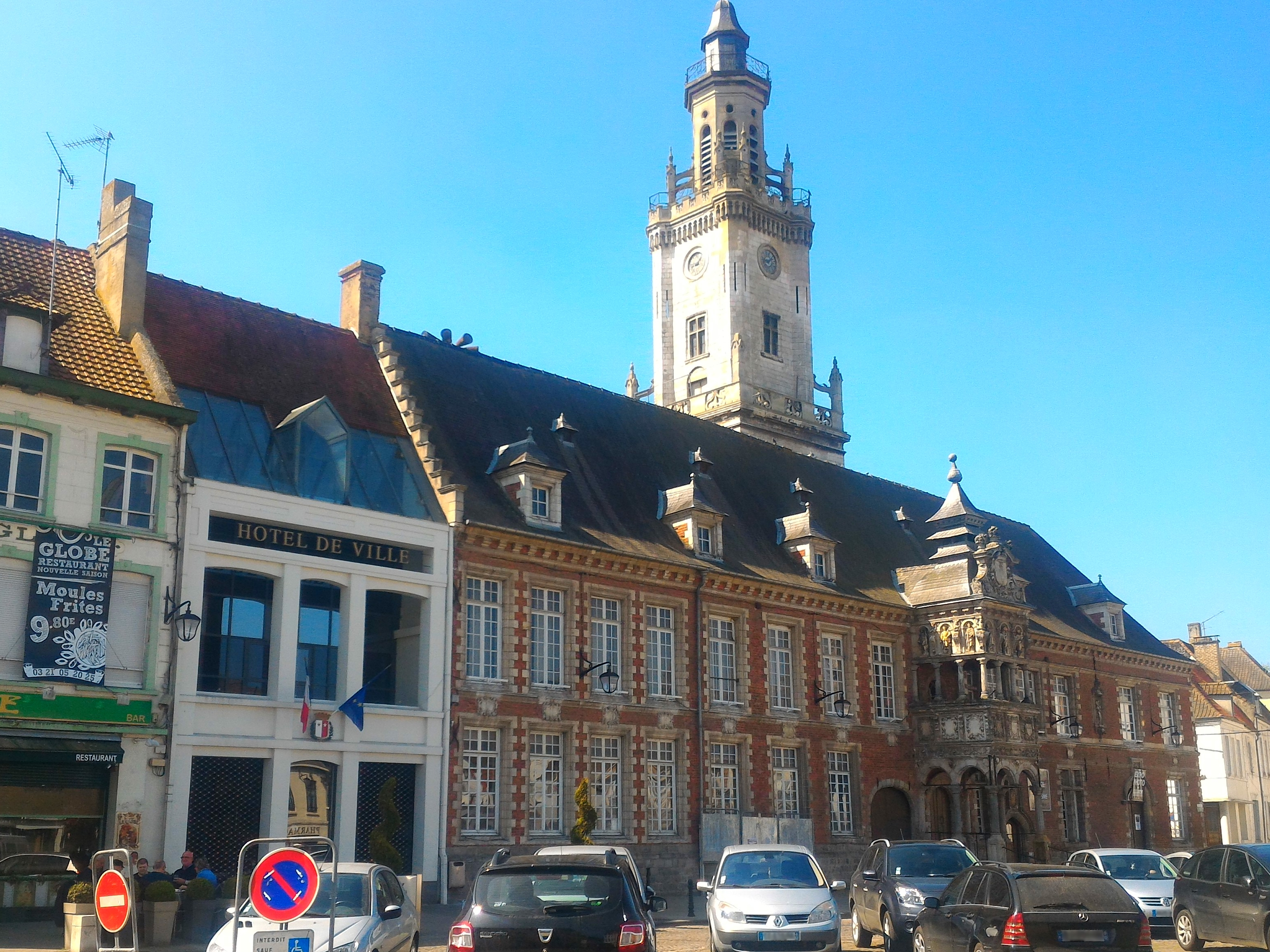
埃丹市政厅

埃丹的现任市长为马蒂厄·德蒙绍先生（Matthieu DEMONCHEAUX），他是一名右翼无党派人士，在2020年的市政选举中获得了77.62%的支持率。
| 埃丹历届市长   | 埃丹历届市长                                             | 埃丹历届市长                                 |
| 任期           | 市长                                                     | 党派                                         |
| -------------- | -------------------------------------------------------- | -------------------------------------------- |
| 1945年－1953年 | Abel POULAIN 阿贝尔·普兰                                 | SFIO工人国际法国支部                         |
| 1953年－1963年 | Henri CATTEAU 亨利·卡托                                  | MRP人民共和运动 →CNIP全国独立人士与农民中心  |
| 1963年－1966年 | Jean DELANNOY 让·德拉努瓦                                | DVD右翼无党派人士                            |
| 1966年－1971年 | Henri LANDRIEUX 亨利·朗德里厄                            | DVD右翼无党派人士                            |
| 1971年－1989年 | André FRÉVILLE 安德烈·弗雷维尔                           | PS社会党                                     |
| 1989年－2005年 | Christian PETIT 克里斯蒂安·珀蒂                          | PS社会党                                     |
| 2005年－2014年 | Jean-Marie ROUSSEL 让-马里·鲁塞尔                        | PS社会党                                     |
| 2014年－2019年 | Stéphane SIECZKOWSKI-SAMIER 斯特凡纳·谢奇科夫斯基-萨米耶 | UMP人民运动联盟 →LR共和黨 →DVD右翼无党派人士 |
| 2019年－2020年 | Gérard LOZINGUEZ 热拉尔·洛赞盖兹                         | DVD右翼无党派人士                            |
| 2020年－       | Matthieu DEMONCHEAUX 马蒂厄·德蒙绍                       | DVD右翼无党派人士                            |

### 各级选举
| 埃丹历届投票选举结果 | 埃丹历届投票选举结果 | 埃丹历届投票选举结果 | 埃丹历届投票选举结果  | 埃丹历届投票选举结果  | 埃丹历届投票选举结果 | 埃丹历届投票选举结果  | 埃丹历届投票选举结果  | 埃丹历届投票选举结果 | 埃丹历届投票选举结果 |
| 选举项目             | 选举范围             | 选区单位             | 选区单位内的选举结果  | 选区单位内的选举结果  | 选区单位内的选举结果 | 选区单位内的选举结果  | 选区单位内的选举结果  | 选区单位内的选举结果 | 参考资料             |
| 选举项目             | 选举范围             | 选区单位             | 第一轮胜出者          | 第一轮胜出者          | 支持率               | 第二轮胜出者          | 第二轮胜出者          | 支持率               | 参考资料             |
| -------------------- | -------------------- | -------------------- | --------------------- | --------------------- | -------------------- | --------------------- | --------------------- | -------------------- | -------------------- |
| 2017年法國總統選舉   | 法國                 | 市镇                 |                       | 玛丽娜·勒庞           | 27.31%               |                       | 埃马纽埃尔·马克龙     | 55.37%               | [ 22 ]               |
| 2017年法国立法选举   | 加来海峡省第四选区   | 市镇                 |                       | 达尼埃尔·法斯凯勒     | 32.44%               |                       | 达尼埃尔·法斯凯勒     | 65.5%                | [ 22 ]               |
| 2019年欧洲议会选举   | 法國                 | 市镇                 |                       | 若尔丹·巴尔代拉       | 38.2%                | （不适用）            | （不适用）            | （不适用）           | [ 24 ]               |
| 2021年法国省级选举   |                      | 县                   |                       | 阿琳·吉吕 艾蒂安·佩兰 | 42.98%               |                       | 阿琳·吉吕 艾蒂安·佩兰 | 60.22%               | [ 25 ]               |
| 2021年法国省级选举   | 市镇                 |                      | 阿琳·吉吕 艾蒂安·佩兰 | 46.94%                |                      | 阿琳·吉吕 艾蒂安·佩兰 | 68.74%                |                      | [ 25 ]               |
| 2021年法国大区选举   | 上法蘭西大區         | 市镇                 |                       | 格扎维埃·贝特朗       | 46.96%               |                       | 格扎维埃·贝特朗       | 58.72%               | [ 26 ]               |
| 2022年法国总统选举   | 法國                 | 市镇                 |                       | 玛丽娜·勒庞           | 36.07%               |                       | 玛丽娜·勒庞           | 53.85%               | [ 22 ]               |
| 2022年法国立法选举   | 加来海峡省第四选区   | 市镇                 |                       | 弗朗索瓦丝·范佩纳     | 27.56%               |                       | 弗朗索瓦丝·范佩纳     | 50.53%               | [ 22 ]               |

## 人口
2020年，埃丹市镇人口数量为2,218，在法国排名第4,937位。其中男性1,019人，女性1,197人，75岁及以上人口占14.6%，外籍人口数量为44人，人口密度为2,385人/平方公里，当地居民被称为（男性）或（女性）。2020年，埃丹境内出生21人，死亡人口50人。
| 埃丹1901年－2020年人口变化情况 |
|                                |
| 数据来源：Cassini、INSEE       |

## 经济
埃丹是一个区域性的中心城市。截至2023年8月，埃丹市镇范围内共有各类用人单位（包含自雇）516家，平均历史为18年，其中99.31%为中小型企业（PME），2023年6月至8月间，当地的经济活力指数为0.39%。（医疗运输）、（光纤）及（五金销售）是当地2021年营业额最高的三个企业，分别为837,680欧元、210,232欧元和154,646欧元。

## 财政与居民收入
2021年，埃丹的财政收入总额为2,503,450欧元，财政支出总额为2,428,650欧元，当年的债务总额为824,920欧元。2021年，埃丹市镇通过增值税获得52,930欧元的收入，此外当地还共获得了37,840欧元的国家直接财政补助。
2019年，埃丹的人均月收入总额为1,807欧元，其中高级职员为3,281欧元，低于法国平均水平（4,230欧元）；中级职员为2,234欧元，低于法国平均水平（2,411欧元）；普通职员为1,555欧元，亦低于法国平均水平（1,740欧元）。
2019年，埃丹境内的贫困率为33%，青壮年（15至64岁）失业率为32.4%；当地24.2%的家庭拥有纳税资格，平均纳税2,348欧元，低于法国平均水平（4,393欧元）。

## 社会事务

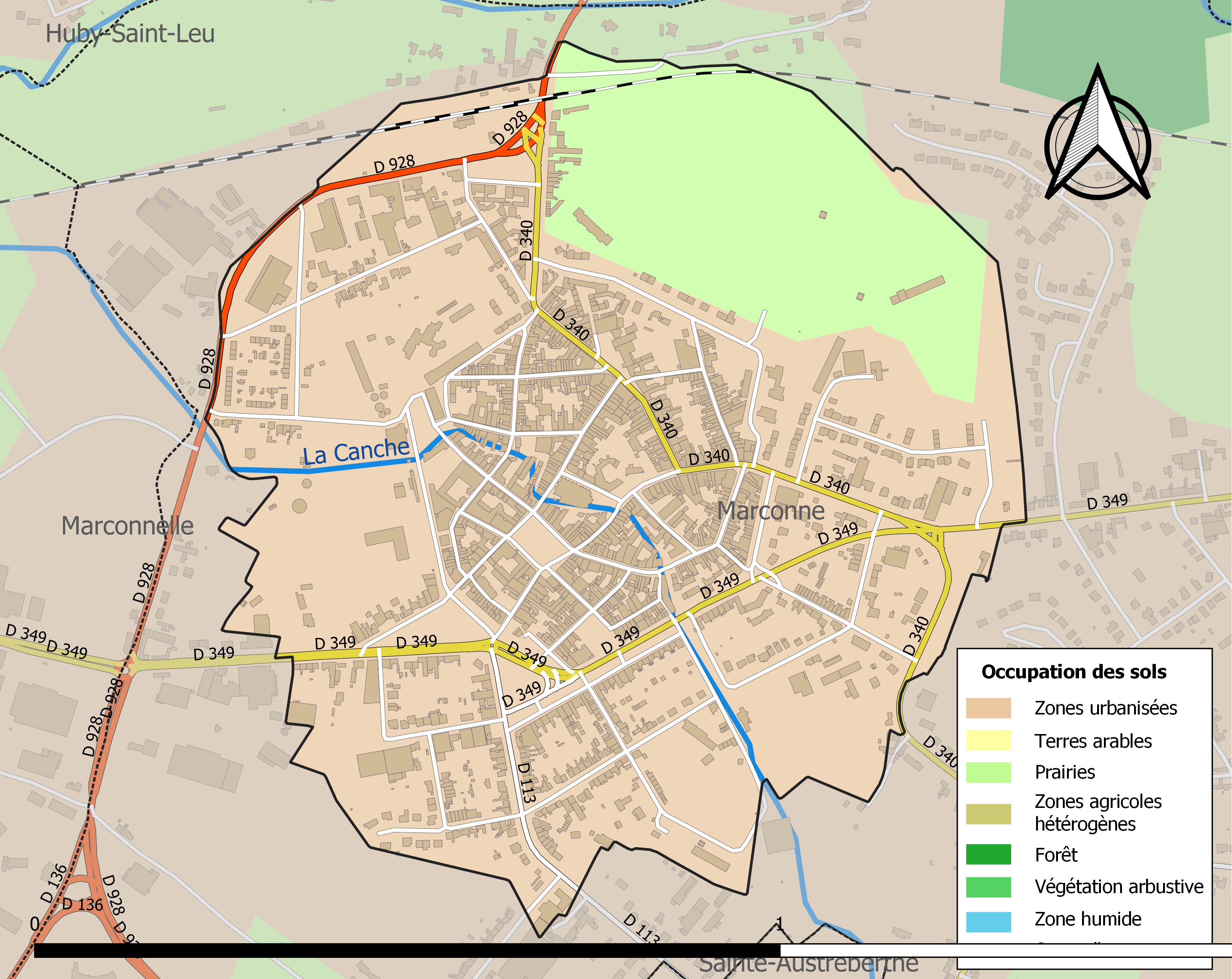
埃丹土地利用情况地图

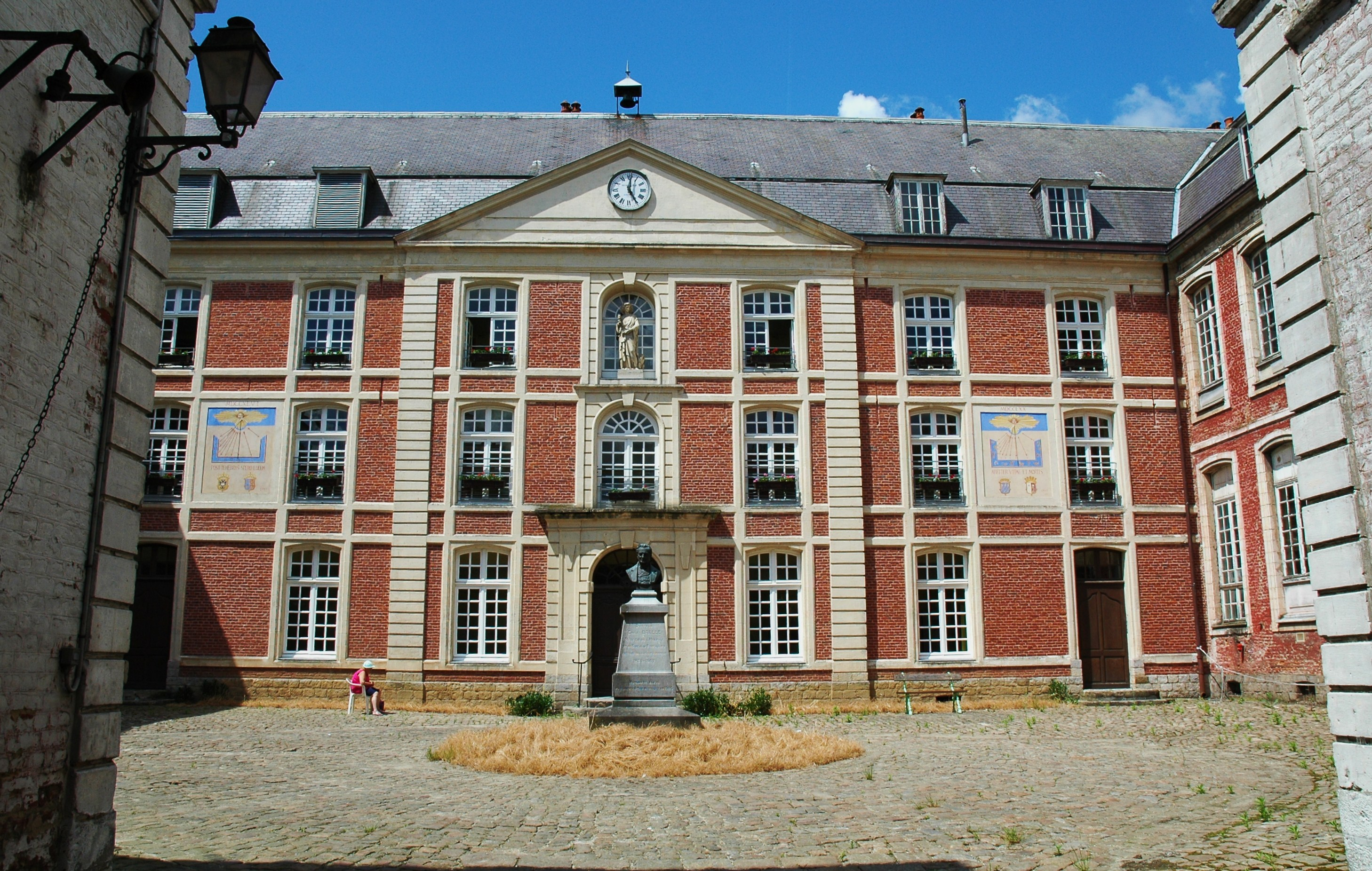
神学院旧址

### 教育
埃丹属于里尔学区。截至2021年1月1日，埃丹境内共有1所幼儿园、2所小学和2所初级中学。2021至2022学年度，埃丹境内共有在校中等教育阶段学生545名。

### 医疗
截至2021年1月1日，埃丹境内共有全科医生3名、保健师5名、牙医3名、护士10名、皮肤科医生1名和妇科医生1名。境内共有药房4家、残疾人帮扶中心1家。
埃丹中心医院（Centre Hospitalier d'Hesdin）是法国的一个区域性医疗机构，该院下辖四个专科医疗机构，共设有床位225个。滨海蒙特勒伊区中心医院（Centre Hospitalier de l'Arrondissement de Montreuil-sur-Mer）的其主病区位于朗迪弗利耶，距离埃丹市区的正常车程大约24分钟，该院设有床位367个，是当地规模最大的公立综合性医院。

### 住房
2019年，埃丹境内共有各类住房1,463套，其中53.9%为独立式居民区，45.9%为集中式居民区。常住房屋占埃丹市镇范围内居民建筑总量的73.2%。
在住房保障政策方面，2021年，埃丹境内共有515户家庭获得了住房经济补助，受益人数占总人口数量的23.2%，其中503份为房租补助。

### 商业
2021年，埃丹境内共有各类实体商铺94家，其中餐厅13家、大型超市2家、杂货店1家、面包房4家、肉铺3家、书店2家、装饰品店2家、银行门店8家、美容美发店10家、汽车维修店1家。镇中心建有一家家乐福便民超市。

### 体育
2021年，埃丹境内共有1间体育馆、1座综合体育场、2处网球场以及1处足球或橄榄球场。
截至2023年8月，埃丹-马尔科讷足球奥林匹克（Olympique Hesdin Marconne Football，编号500939）是埃丹境内唯一的一家注册足球俱乐部，该足球队成立于1929年，其女子队2023至2024赛季参加上法兰西大区足球联赛乙组，其主场为市政球场（Stade Municipal）。

### 环境
埃丹的环境事务由其所属的七河谷市镇公共社区联合各级政府协调负责。2021年，埃丹境内共有2家污染企业。

### 治安
埃丹及其附近的共137个市镇是埃屈尔国家宪兵队（zone gendarmerie d'Écuires）的管辖范围。2020年，该宪兵队累计记录各类案件2,629起，其中盗窃类案件1,228起，经济类案件362起，毒品交易类案件144起。

## 文化

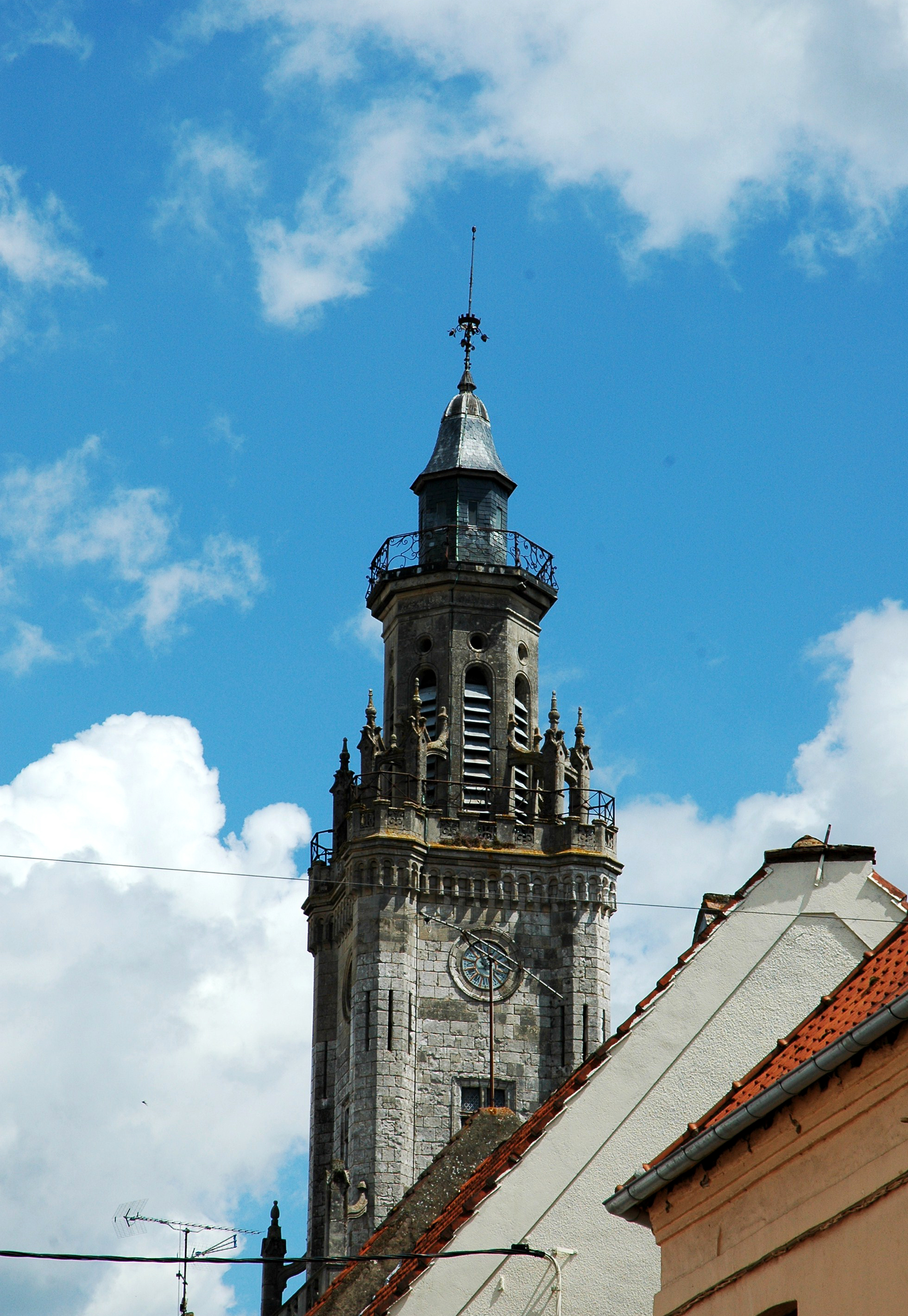
埃丹钟楼

2021年，埃丹境内暂无任何文化设施。埃丹市政府提供多媒体中心，每周二、三、四、六向公众开放。

### 建筑
埃丹境内有多处历史建筑，其中埃丹钟楼、圣安德烈欧布瓦修道院（Abbaye de Saint-André-aux-Bois）等为法国国家文物保护单位，圣母教堂（Église Notre-Dame d'Hesdin）等亦是当地的地标性建筑物。

### 旅游
埃丹的旅游事务由其所属的七河谷市镇公共社区负责。2022年，埃丹境内共有2家酒店共计22间房间。

### 媒体
法国主要的媒体均可在埃丹接收，法国电视三台下属的上法兰西大区频道在部分时段播出埃丹所在加来海峡省的地方新闻。《北部之声报》、蓝色法兰西北方广播、BFM电视台大海岸频道、Wéo电视台等是当地主要的地方性媒体。

## 相关人物
法国作家安东尼·普列沃斯出生于埃丹。

## 友好城市
截至2023年8月，埃丹共与三座城市建立了友好城市关系：
- 德国 布里隆
- 比利时 赫斯登-佐尔德
- 英格兰 黑弗灵区